# Máramaros vármegye

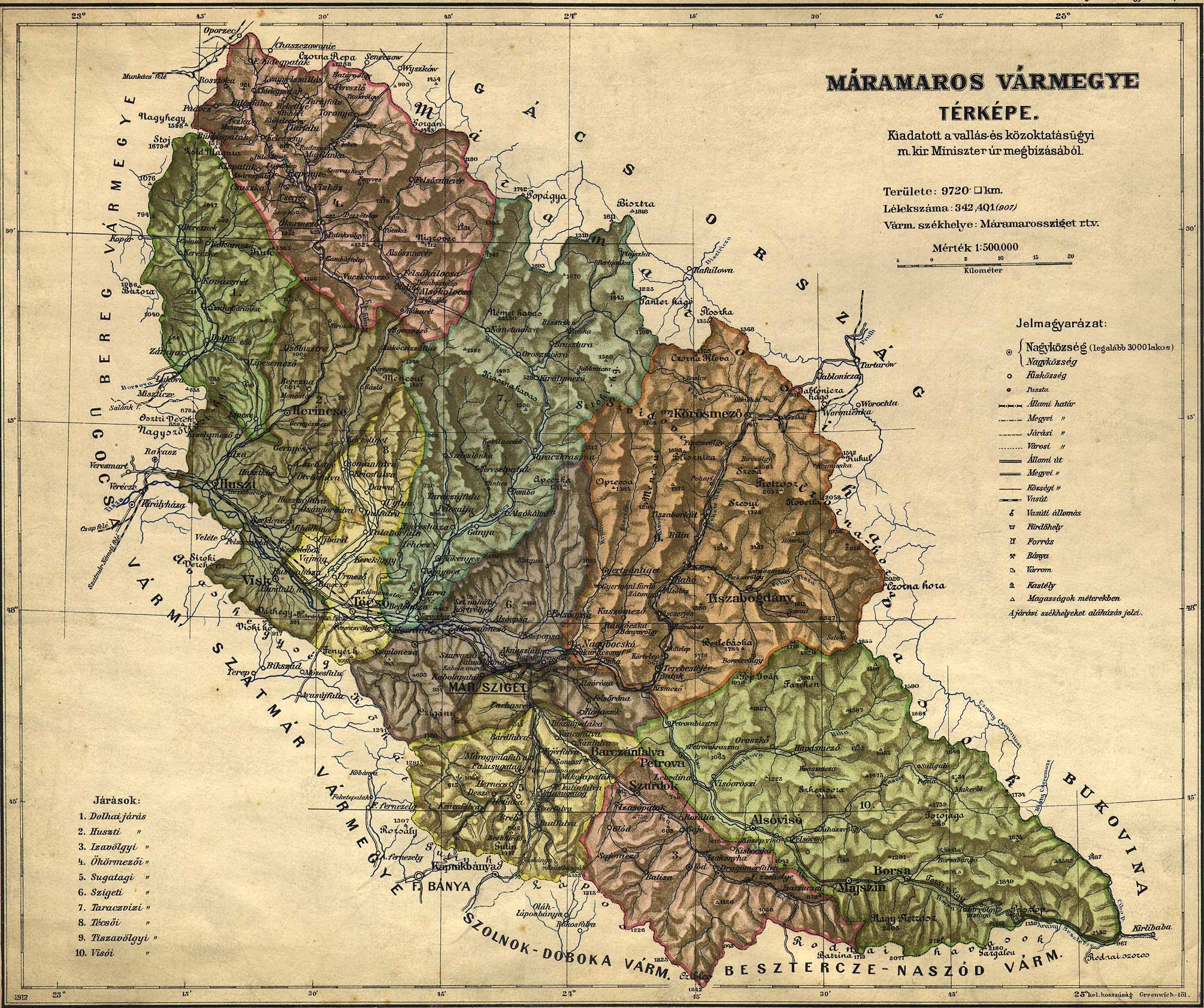
Máramaros vármegye közigazgatási térképe 1910-ből

Máramaros vármegye (németül: Maramuresch; románul: Maramureș; latinul: Maramarosiensis, Marmarosiensis, Maramarusiensis): közigazgatási egység volt a Magyar Királyság északkeleti részében. Területe ma részben Ukrajna, részben Románia birtoka.

## Földrajz
Máramaros vármegye az „Orosz havasok”-nak nevezett Keleti-Kárpátok és az Avastól és Gutintól a Radnai-havasokig terjedő hegyvonulat szögében terült el.
A vármegye területe mindenhol hegység, csak a középső-nyugati részén lehetett találni egy jelentéktelen völgyet, a Tisza négy-öt kilométeres völgyét, a terület többi részt a Kárpátok északkeleti csoportjai foglalták el.
Hegyei közül a délkeleti részeken emelkedett a Széphavas, melyet 
már 1353-ban Alpes ... Zephauas, 1390-ben mons Zepheg, Hegyorr (1353-ban supercilium montis Heghor) és Makszembérc (mons Makzemberch), a déli hegyvonulatból az Avastól (1389-ben Avas) keletre a Gutin (1231-ben Guthunchowosa), a Szemerkes (1353-ban mons Zemerkus), a Köz(ép)bérc (1353-ban Kezepberch, 1389-ben mons Kuzberch) és a Széples (1373 mons Zepleshauasa).
Vizei közül a vármegye legfontosabb folyója a Tisza. A Borsa-hágó alatt eredő Visó. Nevét már 1353-ban említette oklevél fl. Wysso ~ Viso néven. Az Iza (fl. Iza), mely Dragomérfalvánál vette fel a Kelemenpatakát (1377-ben river Kelemenpataka), egybefolyásuknál, Sziget előtt a beléjük folyó Rónapatak és a kisebb Feketepatak (1353-ban inter 2 fl-os Rona et Feketewpatak ~ Feketupatak). 
A Kárpátok felől jövő folyók: Oroszvíz (1353-ban fl. Orozuiz), Sebespatak (fl. Sebuspatak), és a kisebbek:
Jód (1353-ban v. Jood, 1377-ben river Jod), Sajó (1353-ban fl. Sospathak, 1377-ben v. Sayo), Kaszó, Gorgópatak, Máramaros (1231-ben caput Maramors et Casu).
Északról és keletről Galícia tartomány, délről Szolnok-Doboka és Beszterce-Naszód vármegyék, nyugatról pedig Szatmár,  Ugocsa és Bereg vármegyék határolták. A vármegye a legnagyobbak közé tartozott.

## Történelem
Máramaros vármegye nevét 1199-ben említették először az írott forrásokban, ahol cum in Maramorisio tempore venationis venatum ivissemus néven volt említve. 13. században lakatlan vagy gyéren lakott vidék volt. Benépesülése az öt koronaváros (Máramarossziget, Hosszúmező, Huszt, Técső, Visk) 14. századi alapításával kezdődött.
A telepítő kenézek máramarosi első okleveles említése 1326-ból való; mikor Sztan fia Szanisló, más néven Barcán, a nemes Petrovay és rokon családok őse megkapta az Iza völgyében fekvő Szurdokot a belőle kivált Barcánfalvával, és vlach telepítésbe kezdett (Gy 4: 118).
1334–1335-ben volt a vlachok legnagyobb beköltözése: Mikola fia Bogdán vajda népével Szerbia felől háromnegyed éven át költözött be. Beköltözése szemmel tartására a király Jánki László kalocsai érseket, Érsomlyó (Versec) és Krassófő urát rendelte ki. Bogdán vajda és népe beköltözésének részletei homályban vannak ... csak eredménye ismeretes: az Erdély körüli térség benépesülése újabb vlach tömegekkel. Bogdán elől az előtte Máramarosba költözött Drágos vajda kimenekülni kényszerült a Kárpátokon túli, tatárok által elpusztított moldovai oldalra, mert máramarosi falvait az új jövevény elfoglalta és felégette, s központját elődje egyik lakhelyén, az Iza felső szakaszán, Izakonyha faluban rendezte be. Máramaroson jelentős mennyiségben találhatóak a sóbányák, amelyeket már a középkor óta hasznosították. Fontos vezetői tisztség akkoriban a máramarosi sókamaraispán volt, személy aki vezette az ottani sóbányák. A 15. század végén, csébi Pogány Zsigmond, máramarosi sókamaraispánként tevékenykedett. Később, unokahúgának, csébi Pogány Sárának férje, Brodarics Mátyás (fl. 1516-1549), királyi kamarás, 1546-re ugyanúgy sókamaraispáni tisztséget töltött be. Brodarics Mátyás fivére, egyébként Brodarics István pécsi, majd váci püspök, II. Lajos magyar király kancellárja, a mohácsi csata történetének magyar krónikása. A sókamarai ispánság mellett, Brodarics Mátyás ugyanakkor töltötte be a huszti vár udvarbírói tisztét. Brodarics Mátyás sókamaraispánsága kezdetén, a  katonai és a bányászati vezetés az ő kezében összpontosult. 1548-tól ez a rendszert megváltoztatta I. Ferdinánd magyar király, és onnantól a két tisztséget külön adományozta. 1549-ben a király Brodarics Mátyást és Mekcsey Istvánt felmentette a hivatalukból, és huszti várnaggyá Thoroczkóy Antalt, és máramarosi sókamaraispánná Makay Tamás szepesi kanonokot nevezte ki.
A nemesi vármegye 14. század végén jött létre. A 16–17. században a Partium része.
1919-ben a vármegye déli része  (3568 km²) a megyeszékhellyel Románia területéhez került, északi része Csehszlovákia birtoka lett.
A második világháború idején két részletben teljes területe visszakerült Magyarországhoz, az 1939-ben visszacsatolt kárpátaljai részen a Kárpátaljai Kormányzói Biztosság Máramarosi közigazgatási kirendeltsége alakult meg Huszt székhellyel, míg maga a vármegye a Romániától 1940-ben visszakerült részen alakult újjá (4009 km²). A vármegyét új alakjában kibővítették néhány kárpátaljai román- ill. magyarlakta községgel (Aknaszlatina, Alsóapsa, Középapsa, Técső, Tiszafejéregyház, Visk), viszont Lonka eddig Romániához tartozó részét a Kormányzói Biztossághoz csatolták. A világháború után Kárpátalja a Szovjetunió, azon belül Ukrajna része lett. A déli részen helyreállt Románia birtokviszonya, és története Máramaros megyeként, ill. 1952-1968 között  Máramaros tartomány néven folytatódik.

## Lakosság
1910-ben a vármegyének összesen 357 535 lakosa volt, ebből:
159 489 (44,61%) ruszin
84 510 (22,64%) román
59 552 (16,65%) német
52 964 (14,81%) magyar
1200 egyéb
Vallási megoszlás szerint:
görögkatolikus 71,1%
izraelita 18,4%
romai katolikus 7,3%
református 2,7%
görögkeleti 0,4%
evangélikus 0,1%

## Közigazgatás

### Járási beosztás
Első ízben a törvényhatóságokról szóló 1886. évi XXI. törvénycikk írta elő, hogy a járásoknak állandó székhelye kell legyen. Ekkortól kezdve Máramaros vármegye járásai és azok székhelyei az alábbiak voltak:
A vármegyében az alábbi járások működtek a 19. század utolsó harmadától 1918-ig:
- Huszti járás, székhelye Huszt
- Izavölgyi járás, székhelye Dragomérfalva
- Ökörmezői járás, székhelye Ökörmező
- Szigeti járás, székhelye Máramarossziget
- Taracvizi járás, székhelye Taracköz
- Técsői járás, székhelye Técső
- Tiszavölgyi járás, székhelye 1896-ig Nagybocskó, azután Rahó
- Visói járás, székhelye Felsővisó
- Sugatagi járás, székhelye Aknasugatag (1896-ban szervezték)
- Dolhai járás, székhelye Dolha (1899-ben szervezték)

Meg kell jegyezni, hogy a két utolsó járás a század végén valójában újraalakult, mivel megelőzően is léteztek, csupán az 1870-es évek végén szűntek meg.
A vármegye területének északi, 1920-ban Csehszlovákiához csatolt felét 1939-ben Kárpátalja megszállásakor, míg a déli, Romániához csatolt részt 1940-ben, a második bécsi döntéssel csatolták vissza Magyarországhoz, és oda tartozott 1944 végéig. Az északi rész a Kárpátaljai területhez, azon belül a Máramarosi közigazgatási kirendeltséghez tartozott. A déli részen (beleértve néhány megelőzően Csehszlovákiához tartozott községet is) újra megszervezték Máramaros vármegyét, melynek járási beosztása az alábbi volt:
- Aknasugatagi járás, székhelye Aknasugatag
- Dragomérfalvi járás, székhelye Dragomérfalva
- Felsővisói járás, székhelye Felsővisó
- Máramarosszigeti járás, székhelye Máramarossziget
- Técsői járás, székhelye Técső

### Város
Máramaros vármegyéhez a községi törvény alapján 1871-től 1918-ig egyetlen rendezett tanácsú város tartozott, a megyeszékhely, Máramarossziget. 1940 és 1944 között is csak e város volt a megyében, de ekkor a megváltozott jogszabályoknak megfelelően megyei város volt a rangja.